# Wolf D. Hartmann
Wolf D. Hartmann (* 1946) ist ein deutscher Wissenschaftler und Autor mit Schwerpunkt auf Innovationsmanagement und Cleantech. Er war Vorstand des Institutes für Innovationsmanagement in Neuenhagen bei Berlin, wirkte als Gastprofessor an der BiTS Iserlohn und war stellvertretender deutscher Leiter des Ukrainisch-Deutschen Lehrstuhls für ökologisches Management und Unternehmertum an der Wirtschaftswissenschaftlichen Fakultät der Nationalen Taras-Schewtschenko-Universität Kiew.

## Beruflicher Werdegang
Von 1964 bis 1970 studierte Wolf D. Hartmann an der Fakultät für Ingenieurökonomie der Technischen Universität Dresden, Fachrichtung Maschinenbau, und anschließend als Forschungsstudent an der Hochschule für Ökonomie Berlin. Der Diplom-Wirtschaftler wurde dort 1971 über „Grundsätze und Aufgaben einer systemgerechten Gestaltung der Prognosearbeit zur Erhöhung ihrer Wirksamkeit für die Perspektivplanung“ promoviert. Seine Habilitationsschrift an der TU Dresden behandelte 1975 die „Kritik bürgerlicher Theorien und Praktiken der Leitung industrieller Forschung und Entwicklung (Innovationstheorien)“.
1970 begann er an der Hochschule für Ökonomie Berlin (Lehrstuhl Prognose und Planung von Wissenschaft und Technik) mit Lehr- und Forschungsaufgaben auf dem Gebiet der Prognose und Bewertung innovativer Trendbrüche. Er wurde dort anschließend Hochschuldozent und 1983 zum Ordentlichen Professor berufen, mit Forschung, Lehre und Publikationen in folgenden Bereichen:
- Internationale Managementkritik[1]
- Forschungs- und Entwicklungsmanagement[2]
- Internationales Innovationsmanagement[3]
- Bewertungs- und Entscheidungsmethoden[4]
- Kreativitätstechniken[5]

unter besonderer Berücksichtigung von technologisch und modisch bedingten Trendbrüchen.
Von Anfang 1987 bis Ende 1989 war er Direktor des Modeinstituts der DDR mit ca. 350 Designern, Konstrukteuren und Ingenieuren sowie Trendforschern für Innovationen für ca. 420.000 Beschäftigte der modischen Konsumgüterindustrie inklusive zahlreichen Sonderaufgaben für internationale Messeteilnahmen, Objekt- und Personal- sowie Olympiaausstattungen. Nebenberuflich war er Hochschullehrer für Innovationsdesign.
Nachdem er 1990 für einige Monate die Leitung des Lehrstuhls Führungstechniken und Unternehmensberatung im Institut für Organisation der Hochschule für Ökonomie Berlin übernommen hatte, wechselte er in die freie Marktwirtschaft und ließ sich als Hochschullehrer abberufen.
Von 1991 bis 2005 war er Leiter des von ihm gegründeten KSI Klaus Steilmann Instituts für Innovation und Umwelt GmbH in Bochum bei der Steilmann Gruppe (1991 eines der größten Bekleidungsunternehmen Europas mit ca. 1,8 Mrd. DM Umsatz und 18.000 Mitarbeitern). Er setzte in dieser Zeit zahlreiche internationale Innovationsprojekte zu Ökoinnovationen, industrieller Maßkonfektion und Funktionserweiterungen von Modeprodukten (Wearable Computing) um. Schließlich wirkte er im ILP-Programm des Massachusetts Institute of Technology mit und entwickelte innovative Ausbildungsprogramme für Osteuropa.
Parallel fungierte Hartmann zwei Jahre als Geschäftsführer auf Zeit für den Aufbau und die Vermarktung des Technologienzentrums EcoTextil in Bochum zum Einwerben von Mietern, Investoren und Förderprojekten.
Seit 1993 war er nebenberuflicher Professor an der privaten Universität Witten/Herdecke, zunächst als Leiter des Lehrstuhls für Unternehmensentwicklung und Technologiebewertung der Fakultät für Umweltwissenschaften bis zur Strukturneuordnung 1999, danach als Forschungsprofessor über Innovationskultur im Institut für Kultur vergleichende Wirtschaftsforschung der Fakultät für Wirtschaftswissenschaften.
Seit dem Jahr 2000 erweiterte er das Spektrum des KSI Klaus Steilmann Institut für Innovation und Umwelt GmbH in Bochum um intelligentes Innovationsdesign, Ambient Intelligence und smart products. Außerdem leitete er EU-, BMBF- und Landesförderprojekte in Innovationsnetzwerken sowie zum Umweltschutz. 2002 installierte er das KSI Klaus Steilmann Institut für Innovation und Umwelt an der Brandenburgischen Technischen Universität (BTU Cottbus) und übernahm dort eine Gastprofessor für Evonetik, einem von ihm begründeten Forschungszweig.
Seit 2001 war er nebenberuflich Vorstand im von Heinz Dieter Haustein 1991 gegründeten Institut für Innovationsmanagement.
2005 und 2006 begründete er die erste europäische Aktiengesellschaft Go East Invest SE in Berlin mit, die im Zusammenhang mit Kauf und Verkauf des ehemaligen DDR-Rundfunkgeländes und seiner Idee zur Gründung eines Großprojekts MEM City für Music, Entertainment and Media Schlagzeilen machte.
2007 und 2008 war Hartmann Akademischer Leiter der Business and Information Technology School Iserlohn für den geplanten Campus Lutherstadt Wittenberg zum Aufbau Umwelt- und Klimaschutzorientierter Studiengänge, die nach dem Mehrheitskauf der BiTS durch die Laureate Education Inc. nicht weiterverfolgt wurden.
Seit August 2009 ist er Vorstand der Brandenburgischen Akademie für Gesundheitswissenschaften und Technologie in Bad Saarow.
Im März 2011 wurde Hartmann Mitglied der Europäischen Akademie der Wissenschaften und Künste.
Er übernahm Gastvorlesungen in Zentralasien und wirkte als Gastprofessor an der BiTS Iserlohn und stellvertretender deutscher Leiter des Ukrainisch-Deutschen Lehrstuhls für ökologisches Management und Unternehmertum an der Wirtschaftswissenschaftlichen Fakultät der Nationalen Taras-Schewtschenko-Universität Kiew.
Seit 2019 bereitete er mit einem interdisziplinären Autorenteam den 400. Geburtstag des in Fürstenwalde/Spree geborenen, lange vergessenen, bedeutenden Mediziners, Botanikers und Mitbegründers der Sinologie, Christian Mentzel (1622- 1701) vor und leitete das dazu durchgeführte Festkolloquium in der Domstadt. Die Ostasien Abteilung der Deutschen-Staatsbibliothek geht auf Christian Mentzels bisher kaum erforschtes Wirken zurück.
Hartmann ist nach eigenen Angaben Autor und Co-Autor von ca. 70 Büchern, wobei in der Deutschen Nationalbibliothek mehr als 250 Titel mit Doppelzählungen von E-books und Fehlzuordnungen unter seinem Namen gelistet sind.

## Mitgliedschaften
- Mitglied der Europäischen Akademie der Wissenschaften und Künste in Salzburg
- Mitglied des Wissenschaftlichen Beirats des Deutschen Clean Tech Instituts[30]
- Mitglied der Vereinigung Deutscher Wissenschaftler auf Vorschlag von E. U. v. Weizsäcker
- Mitglied des Bundesdeutschen Arbeitskreises für Umweltbewusstes Management
- Mitglied des Deutschen Journalistenverbandes Brandenburg (DJV)
- Mitglied des Arbeitskreises Technologiefolgenabschätzung des Landes Nordrhein-Westfalen
- Co-Direktor des Russisch-Deutschen Ausbildungsprogramms für sozial psychologische und organisatorische Probleme des Unternehmertums, Businesses und Managemententwicklung, an der Staatlichen Moskauer Lomonossow-Universität.

## Ausgewählte Werke
- Wolf D. Hartmann, Guido Strohfeld: Wie die Hohenzollern in die Mark Brandenburg kamen, Bad Saarow 2023, ISBN 978-3-910628-04-5
- Wolf D. Hartmann, Wolfgang Maennig, Walter Stock: Die Sanktionsfalle, Was der Wirtschaftskrieg gegen Russland weltweit auslöst, Berlin 2022, ISBN 978-3-948052-61-4
- Wolf D. Hartmann, Stefan Koch, Markus Mollitor (Hrsg.): Christian Mentzel (1622-1701) – Kulturhistorisches Kolloquium zum 400. Geburtstag, Bad Saarow 2022, ISBN 978-3-910628-00-7
- Astrid Böger, Wolf D. Hartmann (Ltg. des Autorenkollektivs) u. a., Christian Mentzel Biografie (1622-1701): Leibarzt des Großen Kurfürsten, Botaniker und Sinologe, Berlin 2021, ISBN 978-3-948052-11-9
- Wolf D. Hartmann, Walter Stock Der Tesla-Coup: Brandenburg und das Ringen um die Gigafactory in Grünheide, Berlin 2021, ISBN 978-3-948052-02-7
- Wolf D. Hartmann, Wolfsfährten-75 Kurzgeschichten, ill. V. G. Zucker , Cottbus 2021, ISBN 978-3-86929-486-5
- Wolf D. Hartmann, Mode im Plankorsett, 2. Erweiterte Auflage, Cottbus 2022, ISBN 978-3-86929-469-8
- Wolf D. Hartmann, Wolfgang Maennig, Walter Stock, Im Bann des Drachens: Das westliche Ringen mit dem Aufstieg Chinas, Frankfurt/Main 2018, ISBN 978-3-96251-023-7
- Wolf D. Hartmann, Fontanes Wanderung ins Nichts, Ein humoristischer Reiseführer mit chinesischem Flirt, Ill. G. Zucker, Cottbus 2018, ISBN 978-3-86929-407-0
- Wolf D. Hartmann, Wolfgang Maennig und Wang, Run: Chinas neue Seidenstraße – Kooperation statt Isolation – Der Rollentausch im Welthandel, Frankfurt am Main 2017, ISBN 978-3-95601-224-2
- Wolf D. Hartmann: Drahteseleien, Radfahrgeschichten zum Lebenslenken. REGIA Verlag Cottbus 2015, ISBN 978-3-86929-338-7
- D. Walther (Hg.) Walter Stock und Wolf D. Hartmann: Die Euro-Expansion, Was könnte der Euro in einem gesamteuropäischen Wirtschaftsraum bewirken. Frankfurter Allgemeine Buch, Frankfurt am Main 2015, ISBN 978-3-95601-096-5
- Wolf D. Hartmann: Geschockt, Eine Wendestory mit Nähkästchen-Plaudereien, REGIA Verlag Cottbus 2014, ISBN 978-3-86929-283-0
- Dietrich Walther (Hg., Walter Stock, Walter und Wolf D. Hartmann): Die Euro-Vision, Szenarien einer Rettung, Frankfurter Allgemeine Buch. Frankfurt am Main 2013, ISBN 978-3-95601-012-5
- Hans-Gerd Bannasch, Wolf D. Hartmann, Reinhard Kny: Maritimes Clean Tech Kompendium, Wie nachhaltiges Wachstum international erfolgreich macht, Books on Demand Norderstedt, ifi Institut für Innovationsmanagement Neuenhagen bei Berlin 2011, ISBN 978-3-940090-12-6
- Wolf D. Hartmann (Hg.): Bad Saarow, Berlins alter und neuer Kurort, Brainduct Edition, Neuenhagen bei Berlin 2. Auflage 2011, ISBN 978-3-940090-08-9
- D. Walther, unter Mitarbeit von Wolf D. Hartmann: Green Business-das Milliardengeschäft. Gabler Verlag Wiesbaden 2009 (Übersetzungen ins Englische und Russische 2009), ISBN 978-3-8349-1273-2
- A. Böger, Wolf D. Hartmann: Mode und High-Tech. Merus Verlag Hamburg 2007, ISBN 978-3-939519-61-4
- Wolf D. Hartmann: Kann man Speck haben wollen und das Schwein behalten? Merus Verlag Hamburg 2006, ISBN 978-3-939519-41-6
- Wolf D. Hartmann: K. Steilmann/; Ullsperger, A.: High – Tech – Fashion – mit einem Lexikon von avantex bis wearable computing. Witten 2000, 2. Auflage 2002, ISBN 3-9807087-4-8
- K. Steilmann, Wolf D. Hartmann u. a. (wiss. Gesamtredaktion): Nowaja philosphia businessa. Moskau MGU Isd. 1998 u. 99 (3 Bände)
- K. Steilmann unter Mitarbeit von Wolf D. Hartmann: Wettbewerbskritik aus Unternehmersicht. Düsseldorf: Econ, 1995, ISBN 978-3-430-18740-4
- Hardy, Wolf (Pseudonym für Wolf D. Hartmann): Von einem Ossi, der auszog, das Managen zu lernen. Frankfurt / M., Berlin: Ullstein, 1995, ISBN 978-3-548-35543-6
- G. Buchheim, W.D. Hartmann (Hg.): Biographien bedeutender Unternehmer. Berlin: Volk § Wissen 1991, ISBN 978-3-06-062251-1
- Wolf D. Hartmann (Hg.): Deutsch-Deutsches Wörterbuch. Hamburg: Heinrich Bauer Verlag 1990
- Wolf D. Hartmann: Handbuch der Managementtechniken. Berlin: Akademieverlag 1989, ISBN 978-3-05-000203-3
- Wolf D. Hartmann, H. Uslar: Wer ist pfiffig. Berlin: Tribüne 1988, ISBN 978-3-7303-0134-0
- Wolf D. Hartmann: Kapitale Karrieren. Mythos und Realität profitabler Geschäfte. (= nl konkret 70). 2., bearb. Aufl., Verlag Neues Leben, Berlin 1987, ISBN 978-3-355-00495-4
- Wolf D. Hartmann und W. Stock: Internationaler Technologieaustausch – Kooperation oder Konfrontation. Berlin: Akademie Verlag, 1983, ISBN 978-3-88012-633-6
- Wolf D. Hartmann und G. Wilde: Wie man reich wird. Nachdenken über Bedürfnisse. Leipzig, Jena, Berlin: Urania Verlag, 1982.
- Wolf D. Hartmann: Ist Neues immer neu? Entdeckungen, Erfindungen und Innovationen im Prüffeld der Zeit. Berlin: Akademie Verlag, 1981, ISBN 978-3-11-265161-2
- G. D. Friedrich und Wolf D. Hartmann: Innovation contra Krise? Zur Kritik bürgerlicher Innovationstheorien. Hg. v. M. Buhr. Reihe „Zur Kritik d. bürgerlichen Ideologie“, Nr. 92. Berlin, Frankfurt/M.: Akademie Verlag und Verlag Marx. Blätter, 1979, ISBN 3-88012-511-2
- Wolf D. Hartmann und H. D. Haustein: Leitung industrieller Forschung und Entwicklung. Theoretische und praktische Probleme von Innovationen. Berlin: Akademie Verlag, 1979, ISBN 978-3-11-264719-6
- Wolf D. Hartmann und W. Stock: Kritische Analyse bürgerlicher Theorien und Praktiken der Leitung industrieller Forschung u. Entwicklung. Überarb. Russ. Übersetzung des 1976 erschienenen Buches im Akademie Verlag. Moskau: Progress, 1979.
- Wolf D. Hartmann: Zeit müsste man haben., 1. Aufl. 1974, 2. völlig überarb. Aufl. Leipzig, Jena, Berlin: Urania-Verlag, 1978.
- Wolf D. Hartmann; W. Stock (D. M. Gvisiani): Management. Eine Analyse bürgerlicher Theorien von Organisationen und Leitung (Wissensch. Bearbeitung, Vorwort u. Herausgabe der Übersetzung aus dem Russischen in dt. Sprache). Frankfurt/Main: Akademie Verlag u. Verlag Marx. Blätter, 1974, ISBN 978-3-88012-199-7